# Auzainvilliers
Auzainvilliers è un comune francese di 219 abitanti situato nel dipartimento dei Vosgi nella regione del Grand Est.

## Società

### Evoluzione demografica
Abitanti censiti